# Fatima Bremmer
Fatima Samira Johansson Bremmer, född 4 augusti 1977, är en svensk journalist och författare. 

## Biografi
Bremmer studerade på journalistlinjen på Södra Vätterbygdens folkhögskola 1997–1999 och har i sin profession länge haft fokus på kvinnors rättigheter.
Bremmer har arbetat på flera svenska lokaltidningar och dagstidningar. Hon började på tidningen Skaraborgsbygden och gick därefter till Skaraborgs Läns Tidning där hon arbetade under flera år. 1999 kom hon till Aftonbladet där hon fram till 2008 bland annat var nyhetsreporter, projektledare för flera redaktionella satsningar samt chef för Kvinnaredaktionen. Hon satt i redaktionsledningen för Schibstedts gratistidning Punkt SE och i Aftonbladets mediehusledning. Sitt sista år som anställd av Schibstedt arbetade hon på Svenska Dagbladet 2008–2009 som nyhetschef på kulturdelen samt nyhetschef på inrikesredaktionen. 
Sedan 2009 frilansar Bremmer bland annat för Expressen som framför allt redaktionell projektledare och konceptutvecklare. 
Hon fick Augustpriset 2017 i fackboksklassen för Ett jävla solsken: En biografi om Ester Blenda Nordström. Samma år nominerades hon till Stora Fackbokpriset. Biografin har sålt i över 200 000 exemplar och är därmed den mest säljande Augustprisvinnaren i fackbokklassen någonsin. Boken har både blivit teaterpjäs och har lett till en utställning om Nordström som Bremmer varit med och producerat.
2018 var Bremmer en av värdarna i P1 Sommar och blev utnämnd till Årets Skaraborgare.